# Altamirano, Chihuahua
Altamirano är en ort i Mexiko.   Den ligger i kommunen Janos och delstaten Chihuahua, i den nordvästra delen av landet, 1 500 km nordväst om huvudstaden Mexico City. Altamirano ligger 1 803 meter över havet och antalet invånare är 255.
Terrängen runt Altamirano är huvudsakligen kuperad, men den allra närmaste omgivningen är platt. Altamirano ligger nere i en dal.  Trakten runt Altamirano är nära nog obefolkad, med mindre än två invånare per kvadratkilometer. Altamirano är det största samhället i trakten. Omgivningarna runt Altamirano är i huvudsak ett öppet busklandskap.